# Cussac-Fort-Médoc
 Cussac-Fort-Médoc  là một xã thuộc tỉnh Gironde trong vùng Aquitaine tây nam nước Pháp.